# Números épsilon
En matemáticas, los números épsilon o números ε son una colección de números transfinitos cuya propiedad definitoria es que son puntos fijos de la aplicación exponencial definida sobre los números ordinales. En consecuencia, no son alcanzables desde 0 a través de una serie finita de aplicaciones de la aplicación exponencial o de operaciones "más débiles" como la suma y la multiplicación.  Los números épsilon originalmente fueron introducidos por Georg Cantor en el contexto de la aritmética ordinal. En ese contexto, los números épsilon son precisamente números ordinales ε que satisfacen la ecuación:

{\displaystyle \varepsilon =\omega ^{\varepsilon },\,}

en el que ω es el ordinal infinito más pequeño.

## Explicación
El menor ordinal épsilon se designa como ε0 (pronunciado “épsilon cero”), que puede ser visto como el "límite" obtenido por recursión transfinita de la sucesión de ordinales límite más pequeños:

{\displaystyle \varepsilon _{0}=\omega ^{\omega ^{\omega ^{\cdot ^{\cdot ^{\cdot }}}}}=\sup\{\omega ,\omega ^{\omega },\omega ^{\omega ^{\omega }},\omega ^{\omega ^{\omega ^{\omega }}},\dots \}\,,}

donde {\displaystyle \sup } es la función supremo, que es equivalente a unión de conjuntos en el caso de la representación de Von Neumann de ordinales.
Los puntos fijos ordinales más grandes de la aplicación exponencial se indexan mediante subíndices ordinales, lo que resulta en {\displaystyle \varepsilon _{1},\varepsilon _{2},\ldots ,\varepsilon _{\omega },\varepsilon _{\omega +1},\ldots ,\varepsilon _{\varepsilon _{0}},\ldots ,\varepsilon _{\varepsilon _{1}},\ldots ,\varepsilon _{\varepsilon _{\varepsilon _{\cdot _{\cdot _{\cdot }}}}},\ldots }. El ordinal ε0 sigue siendo numerable, al igual que cualquier número épsilon cuyo índice es numerable (existen ordinales incontables y números épsilon incontables cuyo índice es un ordinal incontable).
El número épsilon  más pequeño ε0 aparece en muchas demostraciones por inducción transfinita, porque para muchos propósitos, la inducción transfinita solo se requiere llegar hasta ε0 (como en la demostración de consistencia de Gentzen o la demostración del teorema de Goodstein).  Su uso por Gerhard Gentzen para demostrar la consistencia de aritmética de Peano, junto con el segundo teorema de incompletitud de Gödel, muestran que dentro de la aritmética de Peano no se puede demostrar la bien fundada de este ordenamiento (de hecho, es el ordinal más pequeño con esta propiedad y, como tal, en la teoría de la demostración y el análisis ordinal, se usa como una medida de la “fuerza” de la teoría de la aritmética de Peano).
Se pueden definir muchos números épsilon más grandes usando la función  de Veblen.
Una clase más general de números épsilon ha sido identificada por John Horton Conway y Donald Knuth en el sistema de números surrealistas, que consiste en todos los surrealistas que son puntos fijos de la aplicación exponencial base ω x → ωx.
Hessenberg (1906) definió los números gamma (ver ordinal aditivamente indescomponible) como números γ>0 tales  que α+γ=γ  siempre  que α<γ, y los números delta (ver ordinales multiplicativamente indescomponibles) como números  δ>1 tales que αδ=δ  siempre que los números 0<α<δ, y épsilon sean números ε>2 tales que αε= ε siempre que 1< α < ε. Sus números gamma son los de la forma ωβ, y sus números delta son los de la forma ωωβ.

## Representación de ε0por árboles con raíz
Cualquier número épsilon ε admite una forma normal de Cantor {\displaystyle \varepsilon =\omega ^{\varepsilon }}, lo que significa que la forma normal de Cantor no es muy útil para distinguir los diferentes números épsilon. Los ordinales menores  que ε0, sin embargo, pueden ser descritos adecuadamente por sus formas normales de Cantor, lo que conduce a una representación  de ε0 como el conjunto ordenado de todos los árboles de raíz finita, de la siguiente manera: cualquier ordinal {\displaystyle \alpha <\varepsilon _{0}} tiene la forma normal de Cantor
{\displaystyle \alpha =\omega ^{\beta _{1}}+\omega ^{\beta _{2}}+\cdots +\omega ^{\beta _{k}}}
donde k es un número natural y {\displaystyle \beta _{1},\ldots ,\beta _{k}} son ordinales con {\displaystyle \alpha >\beta _{1}\geq \cdots \geq \beta _{k}},  unívocamente determinados por {\displaystyle \alpha }. Cada uno de los ordinales {\displaystyle \beta _{1},\ldots ,\beta _{k}} a su vez admiten de la misma manera una forma normal de Cantor. Obtenemos el árbol de raíces finitas que representa α uniendo las raíces de los árboles que representan {\displaystyle \beta _{1},\ldots ,\beta _{k}} a una nueva raíz. Esto tiene la consecuencia de que el número 0 está representado por una sola raíz, mientras que el número {\displaystyle 1=\omega ^{0}} está representado por un árbol que contiene una raíz y una sola hoja. Ahora se define recursivamente un orden en el conjunto de árboles de raíces finitas: primero ordenamos los subárboles unidos a la raíz en orden decreciente, y luego usamos orden lexicográfico en estas sucesiones ordenadas de subárboles. De esta manera, el conjunto de todos los árboles con raíces finitas se convierte en un conjunto bien ordenado que es isomorfo de orden a ε0.

## Jerarquía de Veblen
Los puntos fijos de la "aplicación épsilon" {\displaystyle x\mapsto \varepsilon _{x}} forman una función normal, cuyos puntos fijos forman una función normal; esto se conoce como la jerarquía de Veblen (las funciones de Veblen con base φ0(α) =  ωα). En la notación de la jerarquía de Veblen, la aplicación épsilon es φ1, y sus puntos fijos se enumeran por φ2.
Continuando en esta línea, se pueden definir aplicaciones φα para ordinales progresivamente más grandes α (incluyendo, por esta forma enrarecida de recursión transfinita, ordinales límite), con puntos menos fijos progresivamente mayores φα+1(0).  El ordinal mínimo no accesible desde 0 mediante este procedimiento, es decir, el α ordinal mínimo para el cual φα(0)=α, o equivalentemente el primer punto fijo de la aplicación {\displaystyle \alpha \mapsto \varphi _{\alpha }(0)}, es el ordinal de Feferman-Schütte Γ0.  En una teoría de conjuntos donde se pueda demostrar que tal ordinal existe, se tiene una aplicación Γ  que enumera los puntos fijos Γ0, Γ1, Γ2, ... de {\displaystyle \alpha \mapsto \varphi _{\alpha }(0)}; Todos estos siguen siendo números épsilon, ya que se encuentran en la imagen de  φβ para cada β ≤ Γ0, incluida la aplicación φ1 que enumera los números épsilon.

## Números ε surreales
En On Numbers and Games, la exposición clásica sobre los números surreales, John Horton Conway proporcionó una serie de ejemplos de conceptos que tenían extensiones naturales desde los ordinales hasta los surreales.  Una de esas funciones es la aplicación {\displaystyle \omega } definida como {\displaystyle n\mapsto \omega ^{n}}; esta aplicación se generaliza de manera natural hasta incluir todos los números surreales en su dominio, lo que a su vez proporciona una generalización natural de la forma normal de Cantor para números surreales.
Es natural considerar que cualquier punto fijo de esta aplicación generalizada es un número épsilon, sea o no estrictamente un número ordinal.  Algunos ejemplos de números épsilon no ordinales son:
{\displaystyle \varepsilon _{-1}=\{0,1,\omega ,\omega ^{\omega },\ldots \mid \varepsilon _{0}-1,\omega ^{\varepsilon _{0}-1},\ldots \}}
o
{\displaystyle \varepsilon _{1/2}=\{\varepsilon _{0}+1,\omega ^{\varepsilon _{0}+1},\ldots \mid \varepsilon _{1}-1,\omega ^{\varepsilon _{1}-1},\ldots \}.}
Hay una forma natural de definir {\displaystyle \varepsilon _{n}} para cada número surreal n, y la aplicación sigue preservando el orden.  Conway continúa definiendo una clase más amplia de números surreales "irreducibles" que incluye los números épsilon como una subclase especialmente interesante.